# Aspalathus laricifolia
Aspalathus laricifolia là một loài thực vật có hoa trong họ Đậu. Loài này được Bergius miêu tả khoa học đầu tiên.